# Bruce Halford
Bruce Halford (Hampton in Arden, 18 de maio de 1931 – Churston Ferrers, 2 de dezembro de 2001) foi um automobilista britânico nascido na Inglaterra que participou de nove Grandes Prêmios de Fórmula 1 em 1956-1957 e 1959-1960.
Ele nasceu em Hampton-in-Arden (então em Warwickshire) e foi educado na Blundell's School.
Halford dirigiu na Fórmula 1 de 1956-1957 e 1959-1960, participando de nove Grandes Prêmios de Campeonatos Mundiais e várias corridas fora do Campeonato.
Ele morreu em Churston Ferrers, Devon. O obituário de Halford no The Daily Telegraph o descreveu como "um dos últimos do seleto grupo de pilotos-proprietários da década de 1950 do apogeu do clássico Grand Prix com motor dianteiro".